# NGC 4889
NGC 4889，也稱為科德韋爾35，是一個分類為E-4的超巨橢圓星系，是后髮星系團中最亮的星系，和在后髮座中的科德韋爾天體。它的星等是+11.4等，天球赤道座標的位置是赤經13h00.1m，赤緯+27°59'。它的位置接近肉眼可見的后髮座β星 (光譜：G-型)，星系NGC 4874 (后髮座星系團的另一個星系)，和銀河北極，至地球的距離大約是3億800萬光年。這個星系團主體的退行速度大約是7000公里/秒，而NGC 4889本身的退行速度是6495公里/秒。星系中心的超大質量黑洞，估計有210億倍太陽質量。

## 註解
1. 1 2  . Results for 3C 147.   [2010-05-02]. （原始内容存档于2019-10-18）.
2. 1 2  . NASA/IPAC Extragalactic Database.   [2010-05-01]. （原始内容存档于2019-10-18）.
3. ↑  .   [2011-09-26]. （原始内容存档于2016-03-03）.
4. 1 2  Jacobsen, Den. . astrophoto.net. 2006  [2008-08-09]. （原始内容存档于2008-11-18）.
5. ↑  Block, Adam. . NOAO - AOP. 2003-02-22  [2008-08-09]. （原始内容存档于2008-10-22）.

## 外部連結
- SEDS[永久] – NGC 4889
- Simbad – NGC 4889
- VizieR（页面存档备份，存于） – NGC 4889
- WikiSky上关于NGC 4889的内容：DSS2, SDSS, GALEX, IRAS, 氢α, X射线, 天文照片, 天图, 文章和图片